# Tanai Bella
Tanai Bella névváltozata: Tanay Bella (Csíkszereda, 1930. március 15. – Budapest, 2017. április 2.) Aase-díjas magyar színésznő.

## Életpályája
A marosvásárhelyi Szentgyörgyi István Színművészeti Intézetben tanult, 1950-ben szerzett diplomát. A marosvásárhelyi Székely Színház, majd az Állami Színház tagja lett. 1977-ben családjával (Bács Ferenc és Bács Kati) Magyarországra települt és a Miskolci Nemzeti Színház tagja lett. Ezután a győri Kisfaludy Színház (jelenlegi nevén Győri Nemzeti Színház) tagja volt. 1979-től, 1990-ben történt nyugdíjba vonulásáig a Vígszínház művésznője volt.

## Főbb szerepei
- Vaszilissza (Gorkij: Éjjeli menedékhely)
- Éva (Madách Imre: Az ember tragédiája)
- Mirigy (Vörösmarty Mihály: Csongor és Tünde)
- Kata (Shakespeare: A makrancos hölgy)
- Blanche (Tennessee Williams: A vágy villamosa)
- Orbánné (Örkény István: Macskajáték)
- Mamóka (Presser Gábor-Sztevanovity Dusán: A padlás)
- A Tej (Maurice Maeterlinck: A kék madár)

## Filmjei
| - Szindbád (1971) – Fanny - Az erőd (1979) – Edit Nicharchos - Cserepek (1980) – Pszichológusnő - Ideiglenes paradicsom (1980) - Egy kicsit én, egy kicsit te (1985) – Feri anyja - Első kétszáz évem (1985) - Tüske a köröm alatt (1987) - Vigyázók (1993) - Mesmer (1994) – Nagyságos asszony Párizsban - Csajok (1995) – Dorka anyja - Ez van, Azarel! (1995; rövid játékfilm) - A vád (1996) - Chacho Rom (1999) – Tanti - Mansfeld (2003) – Grófnő | - A hosszú előszoba (1973) – Özvegy Stáhlné - A gyilkos köztünk van (1980) – Gaby - Társkeresés No. 1463 (1982) - Az utolsó futam (1983) - 33 névtelen levél (1986) – Terézia - Almási, avagy a másik gyilkos (1987) – Magdi doktornő - Nyolc évszak 1-8. (1987) – Felvételi vizsgáztató (befejező részben) - Szomszédok (1987, 1990) – Karakas Ágnes szomszédja; Idős hölgy - A trónörökös (1988) - A verseny (1989) - Halállista (1989) – Orsi mama - Krőzusopera (1989) – Mrs. Peachum - Frici, a vállalkozó szellem (1992) – Bankár - Maigret II. (1993) – Vezetőnő - Rizikó 1-8. (1993) – Bárónő - A Notre Dame-i toronyőr (1997) – Nemes asszony (1998-as magyar szinkron) - Kisváros (1998) – Nóra anyja; Luca néni - 7-es csatorna (1999) |

## Szinkronszerepei

### Filmek
| Év   | Cím                                                                      | Szereplő                           | Színész              | Szinkron év |
| ---- | ------------------------------------------------------------------------ | ---------------------------------- | -------------------- | ----------- |
| 1939 | A viharos húszas évek                                                    | Házinéni                           | N/A                  | 1993        |
| 1947 | A Paradine-ügy (3. magyar szinkron)                                      | Kocsmáros                          | Isobel Elsom         | 1997        |
| 1950 | A másik asszony                                                          | N/A                                | N/A                  | 1995        |
| 1951 | A bosszú völgye (2. magyar szinkron)                                     | Mrs. Burke                         | Grayce Mills         | 1994        |
| 1951 | Csak a bátrak                                                            | Mrs. Drumm                         | Nana Bryant          | 1992        |
| 1951 | A Riviérán                                                               | Madame Madeleine Periton           | Ann Codee            | 1991        |
| 1954 | Vörös és fekete (3. magyar szinkron)                                     | de La Mole márkiné                 | Suzanne Nivette      | 1998        |
| 1955 | Haragban a világgal                                                      | N/A                                | N/A                  | 1994        |
| 1955 | Ördöngösök                                                               | Ruhatisztító tulajdonos            | N/A                  | 1996        |
| 1962 | Mr. Hobbs szabadságra megy (2. magyar szinkron)                          | Mrs. Emily Turner                  | Marie Wilson         | 1985        |
| 1962 | Torreádor-keringő (2. magyar szinkron)                                   | N/A                                | N/A                  | 1995        |
| 1963 | Két pár texasi (2. magyar szinkron)                                      | N/A                                | N/A                  | 1999        |
| 1964 | My Fair Lady                                                             | Transzilvánia királynője           | Baroness Rothschild  | 1986        |
| 1964 | Nyugodj meg, kedves! (2. magyar szinkron)                                | Christiane Faustin, François húga  | Liliane Gaudet       | 1986        |
| 1965 | Mi újság, cicamica? (2. magyar szinkron)                                 | Mrs. Sylvia Werner                 | Eléonore Hirt        | 1990        |
| 1966 | Folytassa, forradalmár! (1. magyar szinkron)                             | Lady Binder                        | Elspeth March        | 1993        |
| 1967 | Olasz kísértet                                                           | Gertrúd nővér                      | N/A                  | 1993        |
| 1969 | Gyönyörű november (1. magyar szinkron)                                   | N/A                                | N/A                  | 1989        |
| 1969 | Mi történt Alice nénivel? (2. magyar szinkron)                           | Mrs. Alice Dimmock                 | Ruth Gordon          | 1997        |
| 1970 | A 22-es csapdája (2. magyar szinkron)                                    | Öregasszony                        | Evi Maltagliati      | 1996        |
| 1971 | Egy válás meglepetései                                                   | N/A                                | N/A                  | 1986        |
| 1972 | A Poszeidon katasztrófa (1. magyar szinkron)                             | Gina Rowe nővér                    | Sheila Allen         | 1995        |
| 1972 | Johanna nőpápa                                                           | Főnökasszony                       | Olivia de Havilland  | 2002        |
| 1972 | Végtelen éjszaka                                                         | N/A                                | N/A                  | 1993        |
| 1973 | Kojak és a Marcus – Nelson gyilkosságok (1. magyar szinkron)             | Mrs. Alvarez, a megtámadott nő     | N/A                  | 1981        |
| 1973 | Penny Gold                                                               | Mrs. Parsons                       | Marianne Stone       | 1974        |
| 1973 | San Francisco utcáin II.                                                 | Maude                              | Ruth McDevitt        | 2002        |
| 1974 | Ítélet (1. magyar szinkron)                                              | Esti autós hölgy                   | Lucienne Legrand     | 1989        |
| 1974 | Kojak – I/10. rész: Kojak kelepcében                                     | N/A                                | N/A                  | 1993        |
| 1976 | Rózsaszín párduc 5.: A rózsaszín párduc újra lecsap (1. magyar szinkron) | Mrs. Leverlilly, házvezetőnő       | Vanda Godsell        | 1989        |
| 1978 | Emberfarkas                                                              | Gloria                             | Beatriz Segall       | 1986        |
| 1978 | Menj a mamához, a papa dolgozik                                          | Agnès anyja                        | Monique Mélinand     | 1985        |
| 1980 | A képlet                                                                 | Kay Neeley                         | Beatrice Straight    | 1992        |
| 1980 | A nők városa                                                             | N/A                                | N/A                  | 1992        |
| 1980 | Tejszín a kávémban                                                       | Mrs. Wilsher                       | Faith Brook          | 1988        |
| 1981 | A varázshegy                                                             | N/A                                | N/A                  | 1991        |
| 1982 | A legyőzhetetlen barbár                                                  | Mata                               | N/A                  | 1993        |
| 1982 | Egy nyár öt napja                                                        | N/A                                | N/A                  | 1996        |
| 1982 | Hol vannak a gyerekeim?                                                  | N/A                                | N/A                  | 1985        |
| 1982 | Misztikus játék (1. magyar szinkron)                                     | Meg, Daniel anyja                  | Susan Strasberg      | 1995        |
| 1983 | A hercegnő                                                               | Toralva                            | Verónica Llinás      | 1991        |
| 1983 | Gyilkosság Coweta megyében (1. magyar szinkron)                          | Mayhayley Lancaster                | June Carter Cash     | 1986        |
| 1983 | Holdfény a csatorna felett (1. magyar szinkron)                          | Lola                               | Bertice Reading      | 1992        |
| 1984 | Mindenem a tiéd (1. magyar szinkron)                                     | Margo                              | Selma Diamond        | 1993        |
| 1984 | Egyetlen tanú                                                            | N/A                                | N/A                  | 1989        |
| 1985 | Tükrökkel csinálták (1. magyar szinkron)                                 | Carrie Louise Serrocold            | Bette Davis          | 1989        |
| 1986 | Kopogó szellem 2. – A túlsó oldal                                        | Jess nagymama                      | Geraldine Fitzgerald | 1992        |
| 1986 | Menekülés                                                                | N/A                                | N/A                  | 1990        |
| 1987 | A halál fiai (magyar hangalámondás)                                      | N/A                                | N/A                  | 1992        |
| 1987 | A követ, aki minden követ követ (1. magyar szinkron)                     | Desiree Herpes                     | Henri Szeps          | 1993        |
| 1987 | A vasmacska kölykei (1. magyar szinkron)                                 | Edith Mintz                        | Katherine Helmond    | 1992        |
| 1987 | Bárcsak itt lennél (1. magyar szinkron)                                  | N/A                                | N/A                  | 1990        |
| 1987 | Dirty Dancing – Piszkos tánc (1. magyar szinkron)                        | Mrs. Schumacher                    | Paula Trueman        | 1994        |
| 1987 | Költözés                                                                 | Crystal Butterworth                | Bibi Osterwald       | 1993        |
| 1987 | New York szépei                                                          | N/A                                | N/A                  | 1991        |
| 1987 | Rejtély a hullaházban                                                    | Wilsonné                           | N/A                  | 1992        |
| 1987 | Rémálom az Elm utcában 3. – Az álomharcosok (1. magyar szinkron)         | Mary Helena nővér / Amanda Krueger | Nan Martin           | 1991        |
| 1988 | Démonok éjszakája                                                        | Öregember felesége                 | Marie Denn           | 1994        |
| 1988 | Hajsza                                                                   | Apácafőnöknő                       | Val Donald-Bell      | 1993        |
| 1988 | Kung fu mester                                                           | N/A                                | N/A                  | 1995        |
| 1989 | A családban marad                                                        | N/A                                | N/A                  | 1993        |
| 1989 | A lámpás domb                                                            | Justina Titus                      | Florence Paterson    | 1993        |
| 1989 | Apró füllentések                                                         | N/A                                | N/A                  | 1992        |
| 1989 | Az utolsó ellenség                                                       | N/A                                | N/A                  | 1991        |
| 1989 | Tessék engem elrabolni                                                   | N/A                                | N/A                  | 1991        |
| 1990 | A nagy menet                                                             | Ann anyja                          | N/A                  | 1992        |
| 1990 | Az angyalok városa                                                       | Nagymama                           | Lupe Amador          | 1995        |
| 1990 | Az óriás halála                                                          | Amy Pratt                          | Barbara Tarbuck      | 1995        |
| 1990 | Cadillac Man (1. magyar szinkron)                                        | Ma                                 | Mimi Cecchini        | 1991        |
| 1990 | Stephen King: Az (1. magyar szinkron)                                    | Mrs. Sonya Kaspbrak                | Sheila Moore         | 1993        |
| 1990 | Telitalálat (1. magyar szinkron)                                         | Idős hölgy a szeánszon             | Hana Maria Pravda    | 1992        |
| 1990 | Titok Monte Carlóban                                                     | N/A                                | N/A                  | 1994        |
| 1990 | Zöld kártya                                                              | Mrs. Adler                         | Victoria Boothby     | 1991        |
| 1991 | A fekete angyal repülése                                                 | Mrs. Gordon                        | K Callan             | 1994        |
| 1991 | A szürkület szolgái                                                      | Grace Spivey                       | Grace Zabriskie      | 1994        |
| 1991 | Agyfürkészők 2. – Új rendszer                                            | N/A                                | N/A                  | 1992        |
| 1991 | Csere-bere páros (1. magyar szinkron)                                    | Molly                              | Helen Hanft          | 1992        |
| 1991 | Esély az életre (1. magyar szinkron)                                     | Sybil                              | Elaine Stritch       | 1992        |
| 1991 | Komoly lóvé                                                              | Connie                             | Cynthia Frost        | 1992        |
| 1991 | Marilyn és én                                                            | N/A                                | N/A                  | 1994        |
| 1991 | Tranzit a mindenhatóhoz                                                  | N/A                                | N/A                  | 1993        |
| 1992 | A dzsentlemanus (1. magyar szinkron)                                     | Liftkezelőnő                       | Della Reese          | 1994        |
| 1992 | A legjobb szándékok (1. magyar szinkron)                                 | N/A                                | N/A                  | 1997        |
| 1992 | Bébibank                                                                 | Mrs. Patterson                     | Dody Goodman         | 1994        |
| 1992 | Igazságos küldetés                                                       | Flora Parker                       | Adrian Ricard        | 1992        |
| 1992 | Névházasság                                                              | N/A                                | N/A                  | 2000        |
| 1992 | Teledili                                                                 | N/A                                | N/A                  | 1993        |
| 1994 | A paradicsom foglyai                                                     | Edna „Ma” Firpo                    | Florence Stanley     | 1995        |
| 1994 | A tó hercegnője                                                          | N/A                                | N/A                  | 2000        |
| 1995 | A tévedés áldozata                                                       | Mama                               | Virginia Capers      | 1996        |
| 1995 | Balto (élő részben)                                                      | Rosy nagyi                         | Miriam Margolyes     | 1996        |
| 1995 | Szóbeszéd                                                                | Rae néni                           | Anne Shropshire      | 1996        |
| 1996 | Elvált nők klubja                                                        | Catherine MacDuggan                | Eileen Heckart       | 1997        |
| 1997 | Holdfénykeringő                                                          | N/A                                | N/A                  | 1999        |
| 1999 | Pola X                                                                   | N/A                                | N/A                  | 2000        |
| 2001 | Viktória és Albert                                                       | N/A                                | N/A                  | 2004        |

### Agatha Christie: Poirotepizódjai
| Év   | Évad | Epizód | Epizódcím                             | Szereplő        | Színész         | Szinkron év |
| ---- | ---- | ------ | ------------------------------------- | --------------- | --------------- | ----------- |
| 1988 | 1    | 4      | Huszonnégy feketerigó                 | Mrs. Hill       | Hilary Mason    | 1996        |
| 1988 | 1    | 7      | Tengernyi gond                        | Emily Morgan    | Sheri Shepstone | 1996        |
| 1988 | 1    | 9      | A treff király                        | Mrs. Oglander   | Avril Elgar     | 1996        |
| 1990 | 3    | 2      | Mi nyílik a kertedben?                | Amelia Barrowby | Margery Mason   | 1997        |
| 1991 | 4    | 3      | A fogorvos széke (2. magyar szinkron) | Georgina Morley | Rosalind Knight | 1997        |

### Sorozatok
| Év        | Cím                                | Szereplő     | Színész       | Szinkron év |
| --------- | ---------------------------------- | ------------ | ------------- | ----------- |
| 1984-1985 | Sherlock Holmes kalandjai 5, 8-13. | Mrs. Stern   | Rita Howard   | 1997        |
| 1991-1993 | Sherlock Holmes naplójából         | Lady Blanche | Elspeth March | 1997        |

### Rajzfilmek
| Év   | Cím                               | Szereplő             | Szinkronhang          | Szinkron év |
| ---- | --------------------------------- | -------------------- | --------------------- | ----------- |
| 1957 | A hókirálynő (2. magyar szinkron) | Finka asszony        | Marija Szinyelnyikova | 1994        |
| 1982 | A kiskutya kalandjai I.           | Agatha               | N/A                   | 1990        |
| 1983 | Tömlöcök és sárkányok I.          | Zandora              | N/A                   | 1991        |
| 1986 | Rob Roy                           | Stuartné             | N/A                   | 1992        |
| 1994 | Icipici pók                       | Rossz Digi Dagi Mama | Charlotte Rae         | 1996        |
| 1997 | 101 kiskutya II.                  | Sal                  | N/A                   | 2003        |

## Elismerései
- A legjobb női szereplő díja Az erőd című filmben nyújtott alakításáért a római Fantafilm filmfesztiválon (1979)
- Aase-díj (2007)

## Főbb művei
- Eltartási szerződés (1990)
- Virágalagút, Nap Kiadó, Álarcok sorozat (1997)